# Halejki
Halejki – dawny zaścianek. Obecnie część Gródka na Białorusi, w obwodzie mińskim, w rejonie mołodeckim, w sielsowiecie Gródek.

## Historia
W czasach zaborów w powiecie wilejskim, w guberni wileńskiej Imperium Rosyjskiego.
W latach 1921–1945 zaścianek leżał w Polsce, w województwie wileńskim, w powiecie wilejskim, od 1927 roku w powiecie mołodeczańskim, w gminie Gródek.
Według Powszechnego Spisu Ludności z 1921 roku zamieszkiwało tu 16 osób, 4 były wyznania rzymskokatolickiego a 12 prawosławnego. Jednocześnie 4 mieszkańców zadeklarowało polską, 3 białoruską a 9 rosyjską przynależność narodową. Były tu 3 budynki mieszkalne. W 1931 w 4 domach zamieszkiwało 19 osób.
Wierni należeli do parafii rzymskokatolickiej i prawosławnej w Gródku. Miejscowość podlegała pod Sąd Grodzki w Rakowie i Okręgowy w Wilnie; właściwy urząd pocztowy mieścił się w Gródku.
W wyniku napaści ZSRR na Polskę we wrześniu 1939 miejscowość znalazła się pod okupacją sowiecką. 2 listopada została włączona do Białoruskiej SRR. Od czerwca 1941 roku pod okupacją niemiecką. W 1944 miejscowość została ponownie zajęta przez wojska sowieckie i włączona do Białoruskiej SRR.
Od 1991 w składzie niepodległej Białorusi.